# Дружелюбівська сільська рада (Калинівський район)
Дружелю́бівська сільська́ ра́да — колишня адміністративно-територіальна одиниця та орган місцевого самоврядування в Калинівському районі Вінницької області. Адміністративний центр — село Дружелюбівка.

## Загальні відомості
Станом на 2001 рік:
- Територія ради: 1,911 км²
- Населення ради: 786 осіб

2015 року громада сільської ради увійшла до складу Калинівської об'єднаної міської територіальної громади.

## Населені пункти
До жовтня 2015 року сільській раді були підпорядковані населені пункти:
- с. Дружелюбівка

## Склад ради
Рада останнього скликання складалась з 14 депутатів та голови.
- Голова ради: Притуляк Інга Юріївна
- Секретар ради: Крущук Тетяна Євгенівна

### Керівний склад попередніх скликань
| Прізвище, ім'я, по батькові | Основні відомості                                                                     | Дата обрання | Дата звільнення |
| --------------------------- | ------------------------------------------------------------------------------------- | ------------ | --------------- |
| Притуляк Інга Юріївна       | Сільський голова, 1975 року народження, освіта вища, член Української Народної Партії | 26.03.2006   | 31.10.2010      |
| Притуляк Інга Юріївна       | Сільський голова, 1975 року народження, освіта вища, член Партії регіонів             | 31.10.2010   | 25.10.2015      |

Примітка: таблиця складена за даними сайту Верховної Ради України

### Депутати
За результатами місцевих виборів 2010 року депутатами ради стали:

#### За суб'єктами висування
| Суб'єкт висування      | Кількість обраних депутатів | %    |
| ---------------------- | --------------------------- | ---- |
| Партія регіонів        | 10                          | 71,4 |
| Самовисування          | 3                           | 21,4 |
| Аграрна партія України | 1                           | 7,1  |

#### За округами
| № округу               | Прізвище, ім'я, по батькові  | Дата визнання обраним | Освіта             | Партійна приналежність       | Відомості про обраного депутата         |
| ---------------------- | ---------------------------- | --------------------- | ------------------ | ---------------------------- | --------------------------------------- |
| Аграрна партія України |                              |                       |                    |                              |                                         |
| 14                     | Бабич Федір Олексійович      | 01.11.2010            | вища               | член Аграрної партії України | приватний підприємець                   |
| Партія регіонів        |                              |                       |                    |                              |                                         |
| 1                      | Крущук Тетяна Євгенівна      | 01.11.2010            | середня            | член Партії регіонів         | Дружелюбівська сільська рада, секретар  |
| 2                      | Стулко Петро Олександрович   | 01.11.2010            | середня спеціальна | член Партії регіонів         | ПОСП «Дружелюбівське», головний інженер |
| 3                      | Маковей Леонід Станіславович | 01.11.2010            | середня спеціальна | член Партії регіонів         | ПОСП «Дружелюбівське», водій            |
| 4                      | Майструк Віра Василівна      | 01.11.2010            | середня            | член Партії регіонів         | СБК Дружелюбівка, директор              |
| 5                      | Баранова Алла Максимівна     | 01.11.2010            | середня            | член Партії регіонів         | ПОСП «Дружелюбівське», зав. ГСМ         |
| 6                      | Городюк Леонід Іванович      | 01.11.2010            | вища               | член Партії регіонів         | ВОХР, охоронник                         |
| 8                      | Лавренюк Леонід Михайлович   | 01.11.2010            | середня            | член Партії регіонів         | ПОСП «Дружелюбівське», пасічник         |
| 10                     | Лавренюк Віра Юріївна        | 01.11.2010            | вища               | член Партії регіонів         | Нова-Гребля, директор школи             |
| 12                     | Саулко Наталія Миколаївна    | 01.11.2010            | середня            | член Партії регіонів         | приватний підприємець, Дружелюбівка     |
| 13                     | Югас Ніна Дмитрівна          | 01.11.2010            | середня            | член Партії регіонів         | Дружелюбівська сільська рада, бухгалтер |
| Самовисування          |                              |                       |                    |                              |                                         |
| 7                      | Баранов Олександр Арсеньович | 01.11.2010            | середня спеціальна | позапартійний                | пенсіонер                               |
| 9                      | Колосовський Вадим Іванович  | 01.11.2010            | вища               | позапартійний                | ТОВ «КВС Україна», менеджер             |
| 11                     | Демчук Віталій Володимирович | 01.11.2010            | середня спеціальна | позапартійний                | ПОСП «Дружелюбівське», слюсар           |